# Gondicari
Gondicari   (segle IV - Worms, 436) fou el primer rei del burgundis a la Gàl·lia del 411 al 436. El primer element del nom de Gunther és el protogermànic *gunþ-, que significa 'guerra' o 'conflicte'. El segon element és protogermànic *-hari, que significa 'exèrcit'. El nom de l'històric Gundahar està testimoniat a les fonts primàries com a «Gundaharius» o «Gundicharius» en llatí i «Γυντιάριος» (Gyntiarios) en grec. El llatí medieval dona el nom de la figura llegendària com a «Guntharius», mentre que l'anglosaxó té «Gūðhere», el nòrdic antic té «Gunnarr» i l'alt alemany mitjà té «Gunther». L'historiador Olimpiodor de Tebes el presenta com a «φύλαρχος τῶν Βουργουντιόνων», 'filarc (=cabdill) dels burgundis'. Va tenir com a associat al seu fill Gondioc de 435 a 436.
La mort històrica de Gundahar es va convertir en la base d'una tradició de la llegenda heroica germànica en la qual el llegendari Gunther va trobar la seva mort a la cort d'Àtila (Etzel/Atli). El personatge també es va unir a altres llegendes: sobretot està associat amb Siegfried/Sigurd i Brunilda, i està implicat en l'assassinat de Sigurd. També apareix com un adversari a la llegenda de Walter d'Aquitània. En general s'assumeix que la implicació de Gunther en aquestes altres llegendes, en les quals juga un paper secundari o antagònic, és un desenvolupament posterior. La importància de Gunther en la història de la destrucció dels burgundis també va disminuir amb el temps.

## Gundahar Històric
Gundahar és el primer rei de Borgonya que consta històricament. No és clar si va governar sol o si pot haver governat juntament amb germans, com passa en la tradició heroica; el títol de φύλαρχος (phylarchos) que li va donar Olimpiodor de Tebes pot suggerir que no era l'únic governant. A Pròsper d'Aquitània és identificat com a rex ('rei').
La majoria dels burgundis van creuar el Rin el 406/407, juntament amb nombroses altres tribus germàniques. El seu rei Gundahar és documentat per primera vegada l'any 411 com a cooperant amb Goar, rei dels alans, per proclamar Joví com a nou emperador a la província de Germània Inferior al baix Rin. S'acredita que va participar en les campanyes de Joví al sud de la Gàl·lia. Després de la derrota de Joví l'any 413, el magister militum romà Constantí va establir els burgundis a la riba esquerra del Rin com a foederati romans. Basant-se en la tradició heroica posterior, molts estudiosos identifiquen la seva àrea d'assentament com al voltant de Worms, encara que alguns estudiosos han argumentat a favor d'altres llocs.
A la dècada de 430, els burgondes van patir una pressió creixent per part dels huns; probablement com a reacció a això Gundahar va atacar la província romana Belgica Prima (basada al voltant de Trèveris) l'any 435. Els burgondes van ser derrotats pel general romà Aeci, que tanmateix va confirmar Gundahar i els drets del seu poble sobre el seu regne. Tanmateix, l'any següent (436) Aeci, acompanyat de mercenaris huns, va atacar i destruir el regne burgundi. Segons Pròsper d'Aquitània, Gundahar i la majoria de la seva gent van trobar la seva mort en l'atac d'Aeci.
Aeci va reassentar els supervivents de la destrucció del regne de Borgonya a Savoia, a l'alt Rhône. El record de Gundahar i la seva caiguda probablement va ser preservat per aquests supervivents, així com per observadors de les tribus germàniques veïnes.
La Lex Burgundionum de finals del segle v/principis del vi, produïda pel rei burgundi Gundobad al nou regne dels burgundis, esmenta quatre reis burgundis més antics: Gibica, Gundomar, Gislaharius i Gundahar. Tanmateix, no esmenta cap relació familiar entre els reis. En la tradició heroica, Gibica (Gibeche/Gjúki) apareix com el pare de Gundahar, mentre que Gundomar (Guthorm/Gernot) i Gislaharius (Giselher) apareixen com els seus germans i co-reis.
Gondicari va morir en una batalla prop de Worms contra mercenaris huns contractats pel comandant suprem romà Aeci, vers el 436 (o 437). Després de la derrota que va posar fi al regne de Worms els burgundis van obtenir el permís per establir-se a Sapaudia (Savoia, a la regió de Ginebra) en qualitat de federats. La batalla de Worms és evocada al Cant dels Nibelungs, on Gondicari apareix com a «Gunter» o «Gunar» casat amb Brunehilda.
En el Waltharius hi apareix esmentat sota la forma rex Guntharius.